# Drapetis
Drapetis är ett släkte av tvåvingar. Drapetis ingår i familjen puckeldansflugor.

## Dottertaxa tillDrapetis, i alfabetisk ordning[1][2]
- Drapetis abbreviata
- Drapetis abdominenotata
- Drapetis abnormalis
- Drapetis acrodactyla
- Drapetis acuminata
- Drapetis adamsi
- Drapetis aenescens
- Drapetis alimacula
- Drapetis aliternigra
- Drapetis angustata
- Drapetis angustifacies
- Drapetis antennata
- Drapetis apicalis
- Drapetis arcuata
- Drapetis arenaria
- Drapetis aristalis
- Drapetis armipes
- Drapetis arnaudi
- Drapetis assimilis
- Drapetis atrinervalis
- Drapetis bacis
- Drapetis barueri
- Drapetis basalis
- Drapetis bicaudata
- Drapetis bicolor
- Drapetis bicoloripes
- Drapetis binotata
- Drapetis biseticauda
- Drapetis bispina
- Drapetis biuncinata
- Drapetis boergei
- Drapetis brevicula
- Drapetis brevior
- Drapetis calcarifera
- Drapetis calva
- Drapetis capensis
- Drapetis centristria
- Drapetis cerina
- Drapetis cillatocosta
- Drapetis cockerelli
- Drapetis coei
- Drapetis comata
- Drapetis completa
- Drapetis convergens
- Drapetis cuneipennis
- Drapetis deceptor
- Drapetis depressifrons
- Drapetis destituta
- Drapetis digitata
- Drapetis dingaani
- Drapetis discoidalis
- Drapetis dispar
- Drapetis disparilis
- Drapetis distans
- Drapetis distincta
- Drapetis divergens
- Drapetis diversa
- Drapetis dividua
- Drapetis dorsiseta
- Drapetis elongata
- Drapetis ephippiata
- Drapetis exilis
- Drapetis exul
- Drapetis fascifemorata
- Drapetis femoralis
- Drapetis femorata
- Drapetis flavicollis
- Drapetis flavicornis
- Drapetis flavicoxalis
- Drapetis flavida
- Drapetis flavipes
- Drapetis formosae
- Drapetis fortis
- Drapetis fujianensis
- Drapetis fulvithorax
- Drapetis fumipennis
- Drapetis fuzhouensis
- Drapetis ghesquierei
- Drapetis gilvipes
- Drapetis guangdongensis
- Drapetis hiatus
- Drapetis hirsuticercis
- Drapetis hirsutiitibia
- Drapetis hirsutipes
- Drapetis hottentoti
- Drapetis hutsoni
- Drapetis incompleta
- Drapetis inermis
- Drapetis infitialis
- Drapetis inflexa
- Drapetis infumata
- Drapetis ingrica
- Drapetis inquilina
- Drapetis intermedia
- Drapetis jianyangensis
- Drapetis kala
- Drapetis kerteszi
- Drapetis kholsa
- Drapetis kunmingana
- Drapetis laeta
- Drapetis laevis
- Drapetis languinosa
- Drapetis latipennis
- Drapetis lenkoi
- Drapetis lineola
- Drapetis litoralis
- Drapetis longicalcaris
- Drapetis lutea
- Drapetis luteicollis
- Drapetis luteipes
- Drapetis macropalpis
- Drapetis maculata
- Drapetis marginalis
- Drapetis marginata
- Drapetis mariae
- Drapetis mazaruni
- Drapetis meithuashana
- Drapetis melanura
- Drapetis metatarsata
- Drapetis mexicana
- Drapetis micropyga
- Drapetis minuta
- Drapetis monochaeta
- Drapetis naevia
- Drapetis naica
- Drapetis nanlingensis
- Drapetis nigricans
- Drapetis nigrinotum
- Drapetis nigrispina
- Drapetis nigropunctata
- Drapetis nitens
- Drapetis nitidifrons
- Drapetis notatithorax
- Drapetis nuda
- Drapetis nyaka
- Drapetis obliquinervis
- Drapetis obscuripennis
- Drapetis obtusa
- Drapetis oedimera
- Drapetis onconeura
- Drapetis oribiensis
- Drapetis palpata
- Drapetis pandai
- Drapetis panyasis
- Drapetis parilis
- Drapetis paucisaetosa
- Drapetis pennescens
- Drapetis perplexa
- Drapetis pictitarsis
- Drapetis pictithorax
- Drapetis pilosa
- Drapetis plagiata
- Drapetis pleuralis
- Drapetis plumea
- Drapetis plumicornis
- Drapetis plumipes
- Drapetis populi
- Drapetis procurrens
- Drapetis pubicornis
- Drapetis pusilla
- Drapetis pygmaea
- Drapetis quadridpina
- Drapetis quadrisetosa
- Drapetis rectineura
- Drapetis rufipes
- Drapetis rutundicornis
- Drapetis sanguensis
- Drapetis sanguinea
- Drapetis savaiiensis
- Drapetis scutellaris
- Drapetis sebetuanei
- Drapetis secunda
- Drapetis sekeletui
- Drapetis seminigra
- Drapetis septentrionalis
- Drapetis setulosa
- Drapetis similis
- Drapetis simplicipes
- Drapetis simulans
- Drapetis solaris
- Drapetis spinipes
- Drapetis stackelbergi
- Drapetis steyskali
- Drapetis stictica
- Drapetis storai
- Drapetis striigifera
- Drapetis tenera
- Drapetis tiagoana
- Drapetis tibialis
- Drapetis tomentosa
- Drapetis torulosa
- Drapetis trichura
- Drapetis trimaculata
- Drapetis tuberculata
- Drapetis tumbinensis
- Drapetis ukhalo
- Drapetis uniseta
- Drapetis univittata
- Drapetis upsilon
- Drapetis uralo
- Drapetis variata
- Drapetis ventralis
- Drapetis vittata
- Drapetis xanthocephala
- Drapetis xanthopoda
- Drapetis xanthopyga
- Drapetis zonalis